# 薬学校
薬学校（やくがっこう）は、明治期から昭和初期に薬学を教授し、薬事従事者を育成した学校。

## 概要
1877年（明治10年）4月東京医学校は東京大学医学部となり医学科と製薬学科が設けられた。
当時の薬局は「薬舗」と称したが、医学科か製薬学科を卒業したものは無試験で薬舗を開業できた（1874年（明治7年）8月公布の医制による）。これ以外の者は薬舗開業試験を受ける必要があり、薬学校は「薬舗主」養成の促成課程として設けられることとなった。
1882年（明治15年）7月薬学校通則（文部省）が公布され「甲種薬学校」 は修業年限3年以上、入学資格 18歳以上、「乙種薬学校」 は修業年限2年以上、入学資格 16歳以上と定められた。
1889年（明治22年）には薬品営業並薬品取扱規則（薬律）が公布され、「薬舗」は薬局、「薬舗主」は薬剤師と定義された。
その後、1921年（大正10年）薬剤師試験規則の改正規則が施行され受験資格が改正されたため、乙種薬学校等は甲種薬学校か旧制薬学専門学校への昇格をせまられた。

## おもな薬学校
- 東京薬学校（1883年）→→東京薬学専門学校 (旧制)（東京薬科大学）
- 私立名古屋薬学校（1884年）→→名古屋薬科大学（名古屋市立大学薬学部）
- 石川県甲種医学校附設乙種薬学校（1885年）→→金沢医科大学 (旧制) 付属薬学専門部（金沢大学薬学部）
- 私立熊本薬学校（1885年）→→熊本薬学専門学校 (旧制)（熊本大学薬学部）
- 大阪薬学校（1886年）→→大阪薬学専門学校 (旧制)（大阪大学薬学部）
- 私立京都薬学校（1892年）→京都薬学専門学校 (旧制)（京都薬科大学）
- 共立富山薬学校（1894年）→→富山薬学専門学校 (旧制)（富山大学薬学部）
- 神田薬学校（1904年）→→明治薬学専門学校 (旧制)（明治薬科大学）
- 大阪道修薬学校（1904年）→道修女子薬学専門学校 (旧制)（大阪薬科大学）
- 東京女子薬学校（1907年）→東京女子薬学専門学校 (旧制)（明治薬科大学田無校）
- 静岡女子薬学校（1916年）→→静岡薬科大学（静岡県立大学薬学部）
- 日本女子薬学校（1924年）→→昭和女子薬学専門学校 (旧制)（昭和薬科大学）
- 上野女子薬学校（1929年）→東京薬学専門学校女子部 (旧制)（東京薬科大学）
- 神戸女子薬学校（1930年）→神戸女子薬学専門学校 (旧制)（神戸薬科大学）
- 県立甲種新潟医学校附属薬学校 （乙種）（1883年）→廃止（新潟医科大学 (旧制)）
- 私立岡山薬学校（1887年）→→廃止（関西高等学校）